# Baribas
Baribas são um grupo étnico gur e um idioma do Benim e da Nigéria. O Bariba é o quarto maior grupo étnico no Benim e compreendem cerca de 1/12 da população. Os Baribas estão concentrados principalmente no nordeste do país, especialmente em torno da cidade de Nikki, que é considerada a capital Bariba. Originalmente, eles migraram de estado Kwara, Nigéria e foram cavaleiros de renome. Uma das suas festas anuais mais famosas é o festival Gani que equitação é uma grande parte e está enraizada na sua cultura.
Os baribas mantêm um lugar importante na história do país. Durante o século XIX, eram conhecidos por constituir Estados independentes e dominar com reinos em cidades como Nikki e Candi no nordeste do país. Na cidade de Pehunko há cerca de 200 000 pessoas Bariba entre os 365 000 habitantes.
A sociedade Bariba consiste de um oficial superior hierarquicamente como o chefe da cidade e os chefes dos seus subordinados. O estatuto social e os títulos são herdados nas famílias, mas o status de uma pessoa pode ser determinado pela natureza de trabalho das famílias.